# Veres Mariska
Veres Mariska (Hága, 1947. október 1. – Hága, 2006. december 2.) magyar származású holland énekesnő, dalszövegíró, a Shocking Blue énekese.

## Életpályája
Apja a magyar Veres Lajos cigányprímás, anyja német, anyai nagyszülei francia és orosz származásúak. 
Zenei karrierjét 1964-ben, a Les Mysteres holland beatzenekar tagjaként kezdte. A Shocking Blue zenekarhoz 1968-ban került. 1969–1970-ben a Venus című számmal nemzetközi sikereket értek el. 1974. június 1-jén az Shocking Blue feloszlott, Veres szólókarrierbe kezdett, majd 1984-ben a zenekar újraegyesült. 1993-ban Veres megalapította a Shocking Jazz Quintet dzsesszzenekart.
Veres Mariska rákban hunyt el 2006. december 2-án.

## Külső hivatkozások
- Shocking Blue: Venus (youtube.com). (Hozzáférés: 2010. június 16.)